# Banana Islands
Die Banana Islands (zu deutsch Bananen-Inseln) sind eine kleine Inselgruppe vor der Südspitze der Freetown Peninsula von Sierra Leone (Westafrika) in der Bucht von Yawri.
Die Gruppe besteht aus den drei Hauptinseln Dublin Island, Mes-Meheux Island und Ricketts Island. Dublin und Ricketts sind durch einen natürlichen Damm sowie eine kleine Steinbrücke verbunden. Die höchste Erhebung der Inselgruppe ist der Banana Peak (827 m) auf Ricketts.

Karte des Gebietes mit der Inselgruppe (1967)

1747 sank hier die Diemermeer der Niederländische Ostindien-Kompanie. Mitte des 19. Jahrhunderts plante Commander Murray von der Royal Navy, West Africa Squadron, auf einer der Inseln ein Marine-Hospital zu errichten, um dort an Malaria erkrankte Marineangehörige und Siedler zu behandeln. Die stets frische Brise von See und vorhandene Süßwasserquellen sowie fruchtbarer Boden wurden von ihm als Vorteile erkannt, jedoch entschieden die Vorgesetzten das Marinehospital in Freetown einzurichten.
Die Banana Islands sind für ihre feinen Sandstrände bekannt und bieten gute Schnorchel- und Tauchmöglichkeiten.